# Steffisburg
Steffisburgo (en alemán Steffisburg) es una ciudad y comuna suiza del cantón de Berna, situada en el distrito administrativo de Thun. Limita al oeste y norte con la comuna de Heimberg, al noreste con Fahrni, al este con Homberg y Schwendibach, y al sur con Thun.
Hasta el 31 de diciembre de 2009 situada en el distrito de Thun.

## Ciudades hermanadas
- Jindřichův Hradec.